# Ricky Sings Again
Ricky Sings Again är Ricky Nelsons tredje studioalbum, utgivet i januari 1959. Albumet är producerat av Ozzie Nelson, Jimmie Haskell och Ricky Nelson.
Albumet nådde Billboard-listans 14:e plats.

## Låtlista
Singelplacering i Billboard inom parentes. Placering i England=UK 
1. "It's Late" (Dorsey Burnette) (#9, UK #3)
2. "One of These Mornings" (Dorsey Burnette)
3. "Believe What You Say" (Johnny Burnette/Dorsey Burnette)
4. "Lonesome Town" (Baker Knight) (#7)
5. "Tryin' to Get to You" (Rose Marie McCoy/Charles Singleton)
6. "Be True to Me" (Nat Stuckey/James Kirkland)
7. "Old Enough to Love" (Bill Jones/Al Jones/Merie Kilgrove) (#94)
8. "Never Be Anyone Else But You" (Baker Knight) (#6, UK #14)
9. "I Can't Help It" (Hank Williams)
10. "You Tear Me Up" (Baker Knight)
11. "It's All in the Game" (Charles Dawes/Carl Sigman)
12. "Restless Kid" (Johnny Cash)
13. "I Got a Feeling" (Baker Knight) (#10, UK #27)
14. "Never Be Anyone Else But You" (Baker Knight) (alternativ version)
15. "Lonesome Town" (Baker Knight) (alternativ version)
16. "Gloomy Sunday" (Samuel Lewis/Reszo Seress/Laszlo Javor)
17. "Brand New Girl" (okänd)

13-17 är bonusspår på CD-utgåvan från 2001, då albumet återutgavs ihop med Songs By Ricky på en CD.